# 海阳站 (越南)
海阳站（越南语：／*/?）是越南河海铁路的一座火车站，位于海阳省海阳市，距河内站57公里。海阳站始建于越南被法国殖民统治的法属印度支那时期，于1902年随河海铁路建成通车而落成启用。